# غازي الخالدي
غازي الخالدي فنان تشكيلي (22 كانون الثاني 1935 - 20 كانون الأول 2006) سوري من مواليد دمشق في جادة التكريتي، حي الروضة.

غازي الخالدي

والده هاشم بن أديب الخالدي كان بائعاً للأدوات الكهربائيّة في شارع الدرويشية تجاه سوق الحميديّة بدمشق، والدته فطنت زنبركجي، وأسرتهم مؤلفة من أربعة أخوة هم نهاد هشام غازي رجائي وأختان هما أمل وهناء.
تزوج من السيدة وديعة مسلم الحافظ ولديه منها ولدين شابين (ود وسر)، وسبعة أحفاد.

## نشأته
درس الابتدائيّة في مدرسة (عمر بن عبد العزيز) في الجسر الأبيض في دمشق ثم انتقل إلى مدرسة معاوية في المرجة وتخرج عام 1947.
ثم تابع دراسته الإعداديّة في ثانويّة التجهيز الأولى للبنين (ثانويّة جودت الهاشمي فيما بعد) وحصل على شهادة الكفاءة عام 1953.
ثم انتقل ثانية إلى ثانويّة أمية حيث قدم (الثانويّة العامة) باختصاص فرع آداب ولغات وكان هذا النّظام مستحدثاً لأول مرة، حصل على شهادة (البكالوريا) الثانويّة العامة عام 1957.

## انطلاقته
أول من شجعه واهتم بفنّه منذ كان طفلاً والدته السيّدة (فطنت زنبركجي) فقد أقامت له أوّل معرض لأعماله في (16 آذار 1950)، في البيت.
حضر المعرض من الفنانين والزملاء (محمود جلال، صلاح الناشف، عيد يعقوبي، حتمل، صبحي المارديني، محمد العاقل، أحمد جفان، قصي عزاوي، عزيز شكري، محمد سلطي، رياض الأبرش، قتيبة الشهابي) ...
شجّعه خاله الفنان مهندس الديكور (فريد زنبركجي) وأحضر له من مدريد أوّل علبة رسم كبيرة للألوان الزيتيّة، وتبرع له بإطار أنيق من الخشب لأوّل لوحاته الزيتيّة، وذلك في عام 1950 وبدأ يكلفه بلوحات ورسوم، وكان الخالدي يتردد على مرسم خاله باستمرار، وصار يعرض عليه كل رسومه الواحدة بعد الأخرى، ويستمع بكل اهتمام لملاحظاته.
وكان في نفس المرسم يعمل الفنان رشاد قصيباتي أستاذ الخالدي في الرسم.
وكان الفنان (محمد العاقل) أوّل من درّبه على استعمال الألوان الزّيتيّة في منزله عام 1950.
في المدرسة: في ثانويّة التجهيز الأولى للبنين تتلمذ على يد مجموعة من الفنانين، أهمهم (عبد الوهاب أبو السعود) الذي اهتم به وشجّعه، وكان الخالدي معجبا به كل الإعجاب خاصة وأن أبو السعود كان شاعراً وكاتباً ومخرجاً مسرحياً، كما قام بتدريسه الرسم الفنان (رشاد قصيباتي)
وفي نهاية عام 1957 سافر إلى مصر بدعم من والدته، حيث اشترك في مسابقة الدخول إلى كليّة الفنون الجميلة بالقاهرة.

## دراسته الجامعية
- 1962 - تخرج من كلية الفنون الجميلة ـ القاهرة.
- 1996 - درجة الدكتوراه في علوم الفن من الأكاديمية الملكية في لندن.

## مناصب شغلها
- عضو مجلس إدارة الاتحاد العالمي للفنانين التشكيليين في الاتحاد الأوروبي عن الشرق الأوسط منذ عام 1994.
- أستاذ مادة علم الجمال في المعاهد العالية للفنون المسرحية والموسيقا والباليه.
- أول فنان عربي يتم اختياره من قبل الاتحاد الأوربي في عضوية (مجلس الفنانين لدول المجموعة الأوروبية)
- عضو ممثل لدول الشرق الأوسط في المنظمة الدولية للفنون التشكيلية " اياب "
- عضو في مجلس الاتحاد الدولي للفنانين
- عضو في نقابة الفنون الجميلة في سورية

## أعماله
أعماله مقتناة من قبل وزارة الثقافة السورية / متحف دمشق الوطني / متحف دمّر / قصر الشعب / وضمن مجموعات خاصة.
وصل للعالمية حيث حصل على الدكتوراه في الفنون، يعمل في الحقل الفني منذ عام 1950 وله مجموعة كبيرة من الأعمال الفنية والرسومات واللوحات في المجالات والموضوعات التراثية والوطنية والإنسانية التي وصلت للعالمية.

## معارض
أقام الفنان الدكتور غازي الخالدي معارض كثيرة منها المعارض الفردية والمشتركة في سوريا وفي دول أوروبا والدول العربية ودول العالم ودعي لمؤتمرات عالمية لإلقاء محاضرات وعقد ندوات في مجال اختصاصه الفنون التشكيلية، تقلد عدة مناصب إدارية وقيادية دوليا وفي سوريا، تمت دعوته لإقامة معرض عالمي في باريس لجميع أعماله منذ خمسون عاما حتى اليوم وبعدها تم ترشيحه لنيل جائزة اليونيسكو عام 1992.